# Bertha család
A felsőőri (a középkorban és újkorban: felső-eőri) Bertha család egy magyar köznemesi család, amely a Vas vármegyei Felsőőrből származik, majd később Sopron, Győr, Komárom és Zala vármegyébe került többek között. Címét határőri szolgálatáért kapta cserébe, leszármazottai ma is élnek.

## Története
A középkorban bizonyos határőri településeknek az összes lakosságát nemesítette az adott uralkodó, hogy cserébe azok határőri szolgálatot teljesítsenek. Így a nemesített családok különféle szabadalmakkal élhettek.
Ilyen volt a Bertha család is, akik Vas vármegyében a Pinka patak mellett, a németújvári és a borostyánkői várak között fekvő Felső- és Alsóőr helység földbirtokosai voltak. Az ikerhelység a németség közepén egy magyar szigetet képzett, körülvéve német lakosú falvakkal. Református és evangélikus hitvallásukra nézve is a vidéktől különböztek. Már Szent László, II. István és II. Béla királyok korában is határőrökként (speculatores) szolgáltak, tehát korábban is szabadalmas emberek voltak. minden bizonnyal a beköltözésükkor helyezték el ott őket a határok védelmére, mivel korábban Erdélyben élhetett a család.
A 14. század elején, a vegyesházi királyok korában, miután 1301-ben III. András halálával kihalt az Árpád-ház és az országban belzavarok támadtak, I. Károly magyar király az északról jövő támadások ellen próbálta megvédeni Vas vármegyét. Így 1327. július 1-jén (in octavis nativitatis beati Jeannis Baptistae, Keresztelő Szent János születésének nyolcadik évében) Visegrádon kelt okiratában a felső- és alsóőri őröket együttesen az országos nemesek közé emelte, mint királyi nemes szolgákat (nobiles servientes regales), hogy a őrvonal Felsőőr környéki szakaszát megerősítse (ekkor még nincsenek megemlítve családnevek). Ezzel megerősítette a már korábban IV. Béla, V. István és IV. Lászlótól szerzett kiváltságaikat és határőri szabadalmaikat a családnak, és felsőőri Péternek fia, Miklós ispán alá helyezte őket, megbízván őt, hogy az időközben innen máshová költözött őröket is visszatelepítse. Területükön kiképeztek egy kapitányságot, melyet "Kapitányságnak" vagy "Eőr-Nagyságh-nak" hívták. I. Károly király "őrnagyságnak" neveztette a családot.
A 16. századi kora újkor közepén, a török háborúk során 1541-ben Buda török kézre került és szétszakadt a Magyar Királyság három részre. Ebben az időszakban, 1554-ben kerül említésre a legelső családtag: Berta Balázs (latinul Blasius) egytelkesként igazolta nemességét Felsőőrön, majd 1582. február 18-án II. Rudolf magyar király a többi 65 őrcsaláddal együtt újabb nemesi adományt adott a Bertháknak Pozsonyban, amely okmányok már felsorolják a birtokadományos családok nevét is: Bertha Márton, Mihály és Ferenc.
A 17. század elején, a tizenöt éves háborút követően, 1611. január 16-án a család újabb megerősítést kapott II. Mátyás királytól Bécsben, amit Vas vármegye augusztus 16-an kihirdetett és a vasvári káptalan által be is iktattattak. Itt kerül említésre Bertha Gáspár, Ferenc és Jakab mint felső-eőri lakosok.

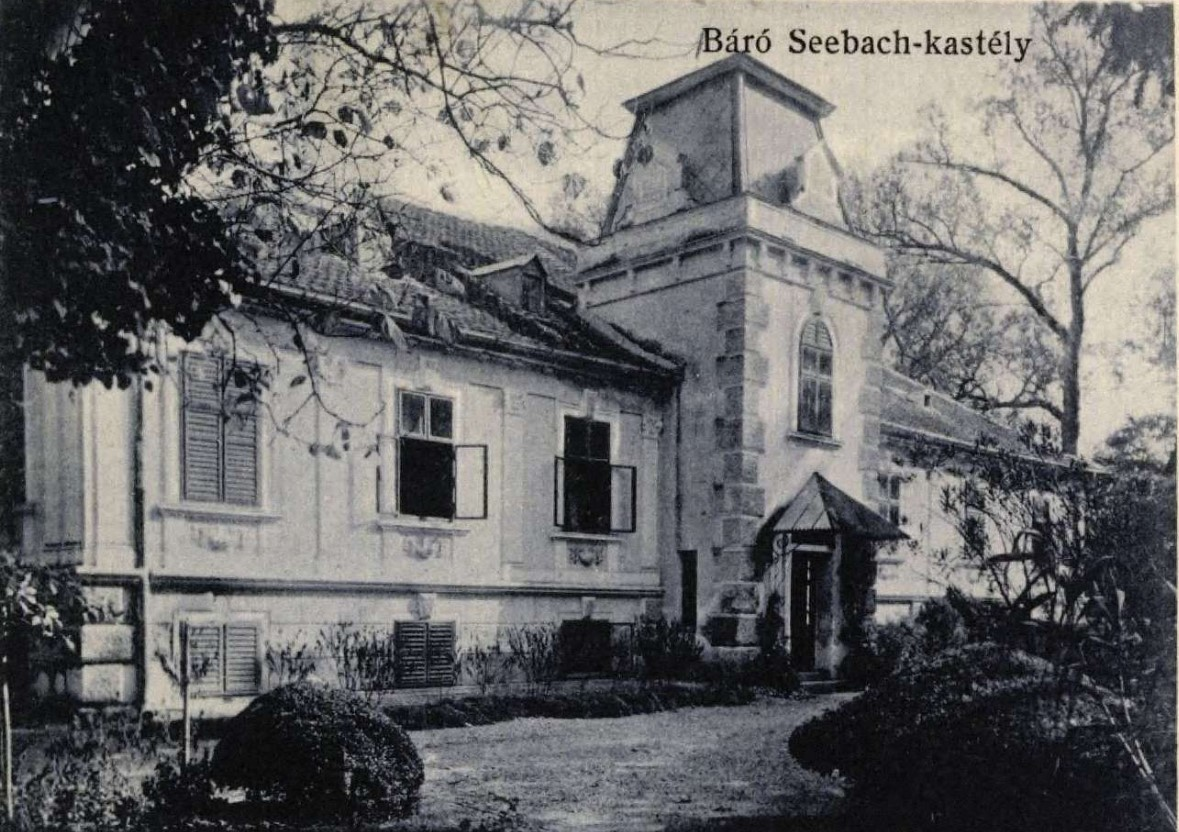
A rábahídvégi Seebach-kastély mai alapjait a család építette.

A família Bertha Márton ágán Bertha István (1650-1720) fia, György (Völcsej, 1692. március 5. – Rábahídvég, ?) Rábahídvégre költözött, ahol a leszármazottak földbirtokosok voltak. Ők építették a 18. században a Rába partján lévő Seebach-kastély mai alapjait, mely később átkerült a névadó családhoz. Tulajdonosa Bertha Ignác (Rábahídvég, 1780. július 29. – Rábahídvég, 1847. február 4.) vasi alispán volt, akinek a fia, Bertha Antal (Rábahídvég, 1808. február 13. – Rábahídvég, 1874. július 30.) vasi főjegyző a Bertha-kastélyt örökölte meg, ami utoljára fiáé, Bertha György (Szombathely, 1841. április 15. – Rábahídvég, 1905. április 7.) országgyűlési képviselőé volt a családban. Ignác lányának, Bertha Juliannának (Rábahídvég, 1817. február 15. – Táplánszentkereszt, 1873. május 5.) dukai és szentgyörgyvölgyi Széll József (Bucsu, Vas vármegye, 1801. május 11. – Szombathely, 1871. április 6.), vasi főispánnal való házasságából született Széll Kálmán (Gasztony, Osztrák Császárság, 1843. június 8. – Rátót, Ausztria–Magyarország, 1915. augusztus 16.) miniszterelnök.
Bertha Márton második fia, Márton Sopronszentmártonba települt át Felsőőrből, akinek szépunokája, János (1848–1935) kereskedő lett, annak fia, Géza (1880–1967) pedig Pozsonyban ügyvéd.
Bertha Márton harmadik fia, János ágán született Bertha József (Felsőőr, 1762 - Ete, 1802. január 4.) jegyző a Komárom vármegyei Etére ment a 18. század második felében, mert elzálogosította a felsőőri birtokokat. Feleségével, Kalmár Erzsébettel kötött házasságából született Bertha Sándor (Ete, 1796. április 7. – Budapest, 1877. február 4.) ügyvéd, fia, Bertha Sándor (Budapest, 1843. augusztus 19. – Párizs, 1912. november 22.) pedig zeneszerző lett.
Bertha Pál ágán unokája, Berha János törvényszéki bíró lett. 1763. október 12-én kapta meg a család a legutolsó, uralkodótól származó adományát Mária Terézia királynőtől Bécsben, ahol összesen kilenc családtag lett igazolva. Ekkor kaphatott saját címert a családétól eltérően, melyet viaszpecsét is őriz. 1782-ben a gencsapáti Széchenyi-kastély már lányának, Bertha Mária Teréziának (Szombathely, 1761. december 13. – Nagykölked, 1830. május 1.) a tulajdonát képezte, amit átépítettek klasszicizáló késő barokk stílusban. Mária a péchújfalusi családból származó Péchy Pállal (Péchújfalu, 1756 – ?) házasodott össze. János másik lányát, Bertha Klárát (Szombathely, 1748. augusztus 27. – Rábacsécsény, 1772. június 24.) szarvaskendi és óvári Sibrik Antal (Rábaszentmihály, 1737. április 15. – Rábaszentmihály, 1797. április 15.) győri alispán vette el feleségül, amely házasságból később Sibrik Anna Mária Erzsébet (Csécsény, 1768. március 25. – Söjtör, 1803. október 17.) született. Ő hozzáment kehidai Deák Ferenc (Kehida, Zala vármegye, 1761. június 15. – Kehida, Zala vármegye, 1808. január 25.) táblabíróhoz, akiktől megszületett kehidai Deák Ferenc (Söjtör, 1803. október 17. – Budapest, 1876. január 28.) igazságügy–miniszter.
1767-ben, Mária Terézia úrbérrendezése korában a család a következő településeken bírt földekkel, legalábbis az úrbéri tabellák szerint:
- Sopron vármegye, Cirák: Bertha György örököseinek 1 zsellérjük volt.[20][21]
- Vas vármegye, Gencsapáti: Bertha János földbirtokos: 87 hold, 6 jobbágy.[20][22]
- Vas vármegye, Seregélyháza: Bertha János földbirtokos: 50 hold, 3 jobbágy.[20][23]
- Vas vármegye, Szentléránt, Kis-Mákfa: a család földbirtokos volt több másikkal együtt.[24][25]
- Zala vármegye, Kányavár: 107 hold, 7 jobbágy, 4 zsellér,[20][26] ahol Bertha Imrének (Rábahídvég, 1723. október 3. – Rábahídvég, 1769. március 6.) és fiának, Mártonnak (Rábahídvég, 1755. augusztus 12. – Rábahídvég, 1786. január 31.) voltak földjeik.
- Zala vármegye, Maróc: Bertha Márton és özvegye, Lancsics Klára bírt földekkel.[27]

## Címerleírás
Kékben zöld földön vörös ruhás vitéz jobbjában görbe kardot tart, felette jobbról hatágú arany csillag, balról fogyó ezüst félhold. Sisakdísz: könyöklő páncélos kar görbe kardot tart. Takarók: kék-arany, vörös-ezüst.

## Ismertebb családtagok
Alább az ismertebb családtagok felsorolása és leszármazása szerepel, illetve más nemesi családdal való házasságok a teljesség igénye nélkül.
- Bertha Ignác (Rábahídvég, 1780. július 29. – Rábahídvég, 1847. február 4.), Vas vármegye alispánja, táblabíró, földbirtokos
  - Bertha Antal (Rábahídvég, 1808. február 13. – Rábahídvég, 1874. július 30.), Vas vármegye főjegyzője, országgyűlési követe, táblabíró, földbirtokos
    - Bertha György (Szombathely, 1841. április 15. – Rábahídvég, 1905. április 7.), országgyűlési képviselő, főszolgabíró, közbirtokos
- Bertha Sándor (Ete, 1796. április 7. – Budapest, 1877. február 4.), ügyvéd, királyi tiszt, miniszteri tanácsos
  - Bertha Sándor (Budapest, 1843. augusztus 19. – Párizs, 1912. november 22.), zeneszerző, zongoraművész, író
- Bertha János, Vas vármegyei törvényszéki bíró, a győri püspök szombathelyi uradalmi tiszttartója, földbirtokos
  - Bertha János (Szombathely, 1757. október 27. – Ják, 1837. április 5.) Vas vármegyei táblabíró, vasi esküdt, földbirtokos

Márton fia, István ága
- Bertha Márton
  - Bertha Márton
    - Bertha István (Felsőőr, 1650 – Völcsej, 1720) – Czupi Zsuzsanna 
      - Bertha György (Völcsej, 1692 – Rábahídvég, ?) – kisbarnaki Farkas Katalin
        - Bertha Imre (Rábahídvég, 1723 – Rábahídvég, 1769) – Szily Katalin (1730 – Rábahídvég, 1767)
          - Bertha Márton (Rábahídvég, 1755 – Rábahídvég, 1786) – Lancsics Klára (Egyházasszecsőd, 1756 – Rábahídvég, 1824)
            - Bertha Ignác (Rábahídvég, 1780 – Rábahídvég, 1847) vasi alispán – lovászi és szentmargithai Sümeghy Judit (Söjtör, 1792 – Tömörd, 1880)
              - Bertha Antal (Rábahídvég, 1808 – Rábahídvég, 1874) vasi főjegyző – Bezerédy Anna Mária Ludovika (Veszprém, 1810 – Rábahídvég, 1872)
                - Bertha Amália (Szombathely, 1839 – Uraiújfalu, 1928) – Okolicsányi Dénes (Rum, 1836 – Uraiújfalu, 1926) vasi törvényhatósági bizottsági tag
                - Bertha György (Rábahídvég, 1841 – Rábahídvég, 1905) főszolgabíró – farkasfalvi Farkas Gizella (Sárosd, 1838 – Rábahídvég, 1912)

              - Bertha Mária (Rábahídvég, 1810 – Gór, 1890) – guári és felsőszelestei Guáry Károly (1802–1864) táblabíró, birtokos
              - Bertha Sándor (Rábahídvég, 1812 – Bécs, 1832) királyi testőr
              - Bertha Julianna (Rábahídvég, 1817 – Táplánszentkereszt, 1873) – dukai és szentgyörgyvölgyi Széll József (Bucsu, 1801 – Szombathely, 1871) vasi főispán
                - dukai és szentgyörgyvölgyi Széll Kálmán (Gasztony, 1843 – Rátót, 1915) miniszterelnök

              - Bertha Mária (Rábahídvég, 1820 – Tömörd, 1893) – chernelházi Chernel Ferdinánd (1815–1891) alispán, táblabíró

Márton fia, János ága
- Bertha Márton
  - Bertha Márton
    - Bertha János 
      - Bertha Fülöp
        - Bertha Mihály
          - Bertha József (Felsőőr, 1762 – Ete, 1802) jegyző – Kalmár Erzsébet
            - Bertha Sándor (Ete, 1796 – Budapest, 1877) ügyvéd – balogi Baloghy Mária (Ipolynyék, 1806 – Pest, 1845)
              - Bertha Heléna (Budapest, 1835 – Bacska, 1869) – szendrői Gőcze Bertalan Lajos Ágoston (Battyán, 1832 – ?) vezérkari százados, ügyvéd
              - Bertha Anna (Budapest, 1838 – Budapest, 1881) – lőkösházi Tavaszy Antal (Nagykanizsa, 1825 – Budapest, 1899) ügyvéd
              - Bertha Sándor (Budapest, 1843 – Párizs, 1912) zeneszerző – Delplace Rosier (1826 – Gacé, 1907. szeptember 4.)

Pál ága
- Bertha Pál
  - Bertha János
    - Bertha János törvényszéki bíró – Árossy Klára (1730 – Szombathely, 1761) 
      - Bertha Klára (Szombathely, 1748 – Rábacsécsény, 1772) – szarvaskendi és óvári Sibrik Antal (Csécsény, 1737 – Csécsény, 1797) győri alispán
        - Sibrik Erzsébet (Csécsény, 1768 – Söjtör, 1803)– kehidai Deák Ferenc (Kehida, 1761 – Kehida, 1808) táblabíró
          - kehidai Deák Ferenc (Söjtör, 1803 – Budapest, 1876) igazságügy–miniszter

      - Bertha János (Szombathely, 1757 – Ják, 1837) táblabíró – Major Judit (1760 – ?)
      - Bertha Mária (Szombathely, 1761 – Nagykölked, 1830) – péchújfalusi Péchy Pál (Péchújfalu, 1756 – ?)

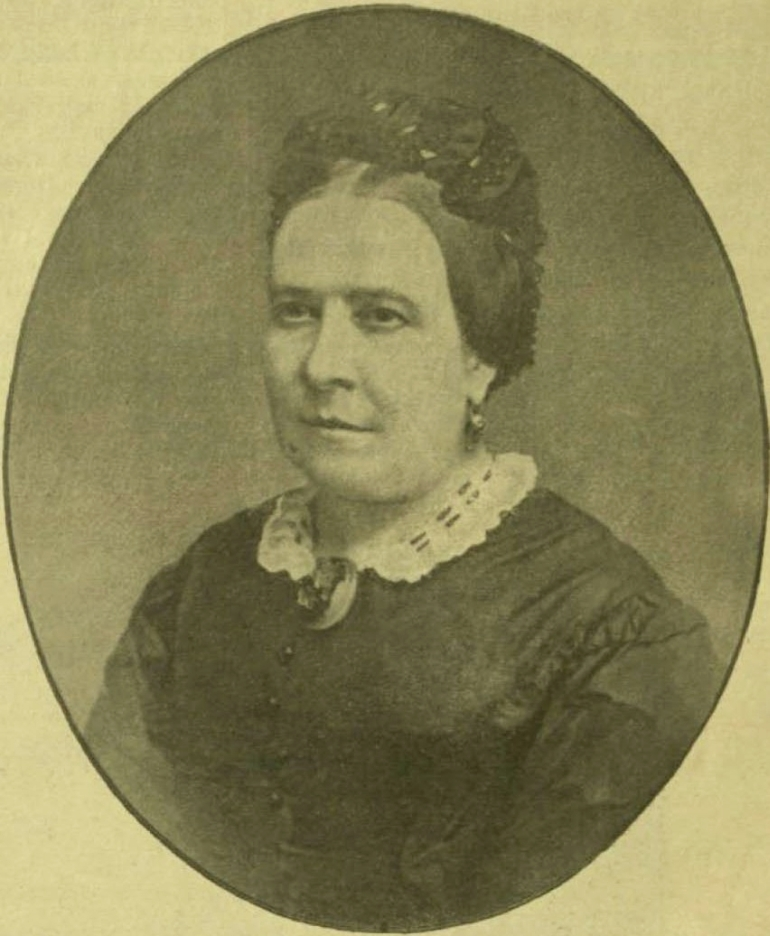
Bertha Julianna (Rábahídvég, 1817 – Táplánszentkereszt, 1873), Széll Kálmán miniszterelnök édesanyja
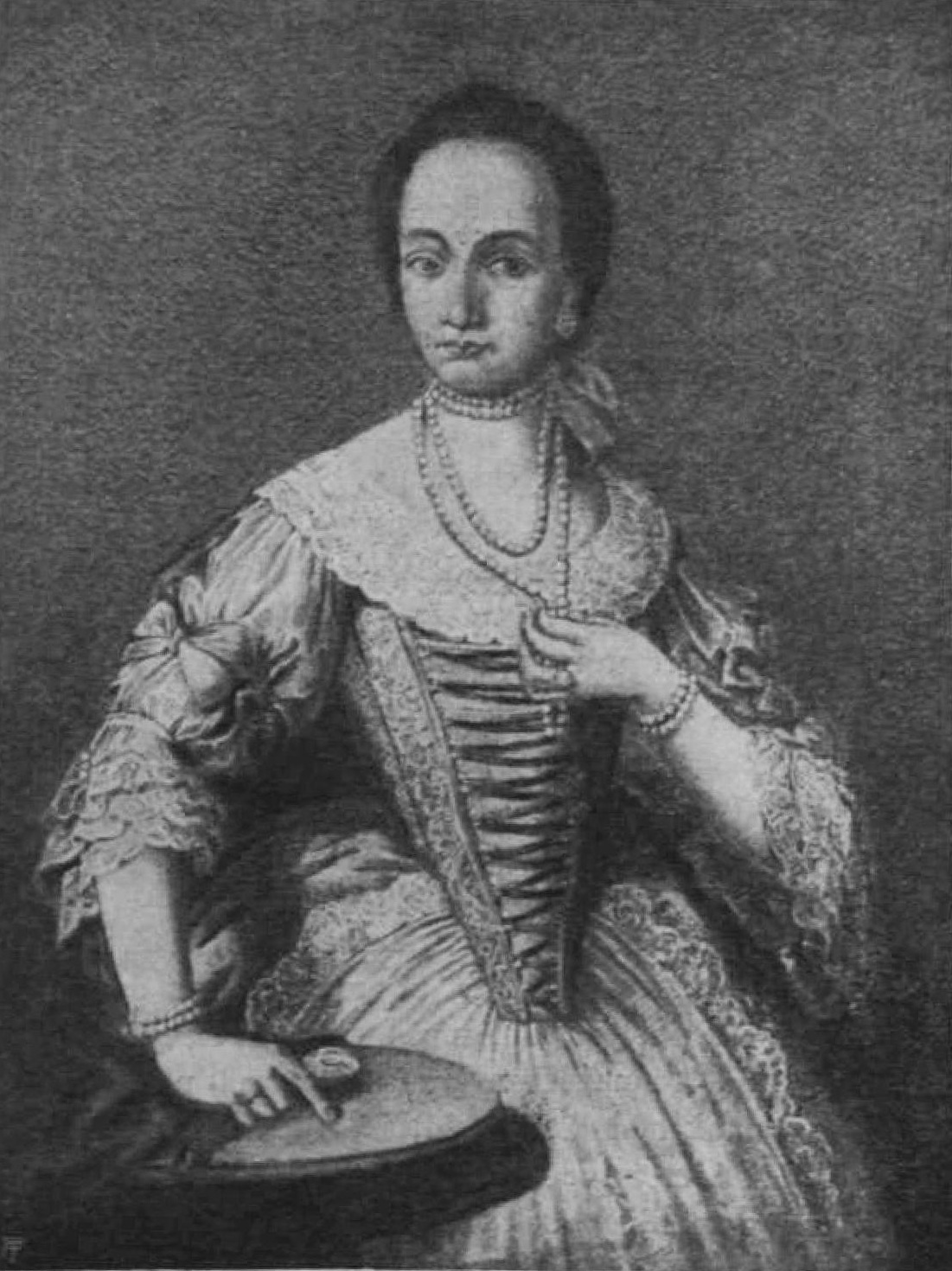
Bertha Klára (Szombathely, 1748 – Rábacsécsény, 1772), kehidai Deák Ferenc igazságügy-miniszter nagyanyja
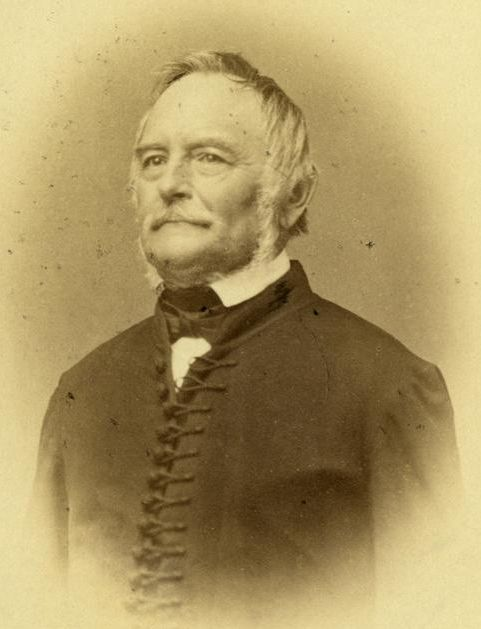
Bertha Sándor (Ete, 1796 – Budapest, 1877) ügyvéd, királyi tiszt, miniszteri tanácsos
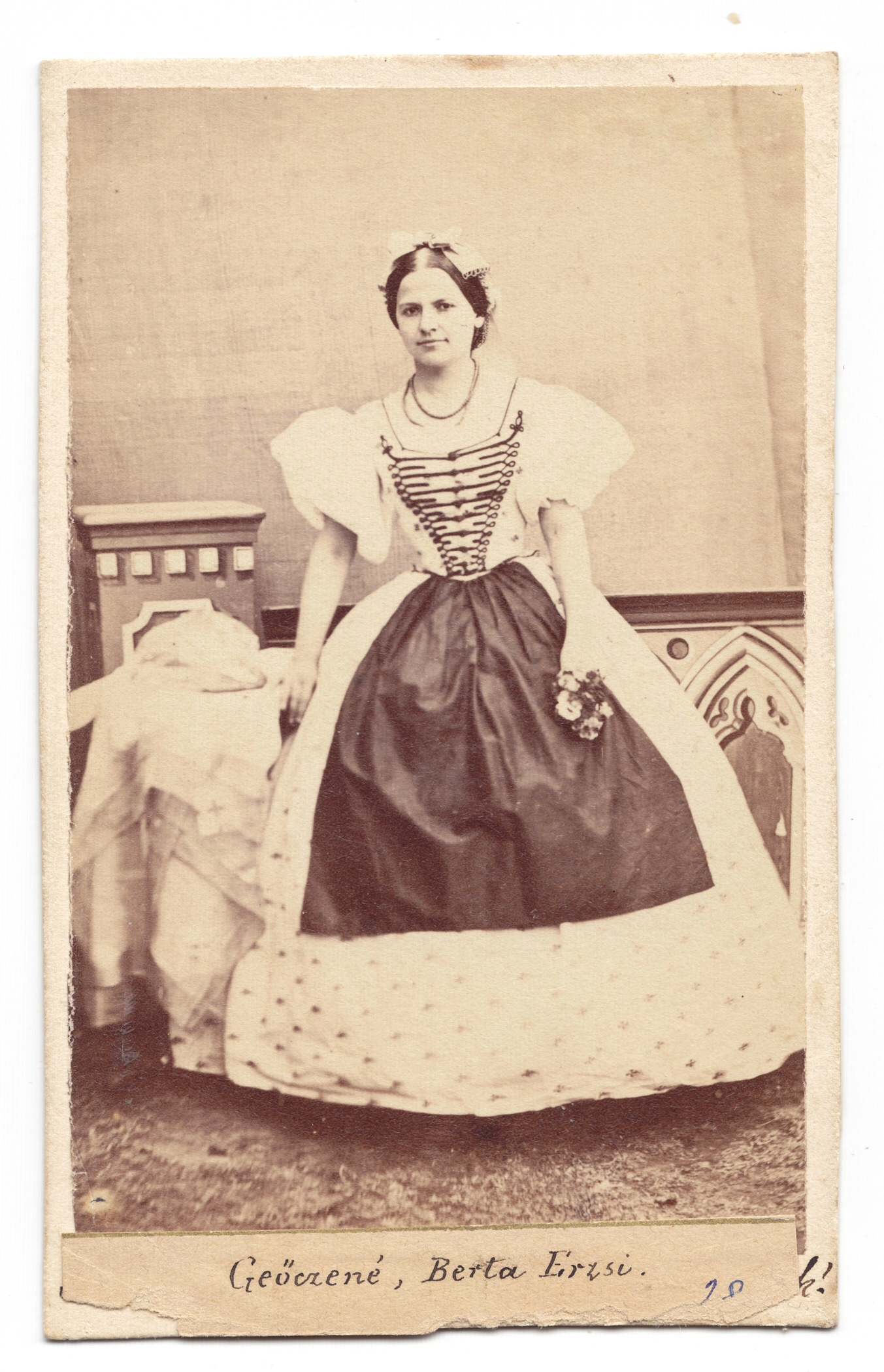
Bertha Heléna Erzsébet (Budapest, 1835 – Bacska, 1869), Gőcze Bertalanné
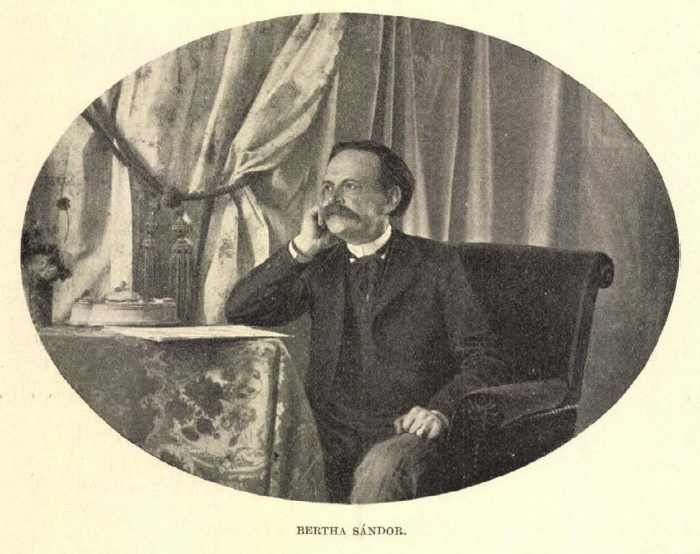
Bertha Sándor (Budapest, 1843 – Párizs, 1912) zeneszerző, zongoraművész, író

## Iratok
- 1661, Zólyom vármegye bizonyságlevele Bertha Juditnak
- 1771-1772, nemességi igazolás, felsőőri Bertha János, Felső-Fehér vármegye, Háromszék vármegye
- 1739, nemességi igazolás, Bertha Mátyás István, Szegvár
- 1818, Bertha Márton és özvegyének szerződése a pataki földekről

### Könyvek
- Balogh Gyula: Vas vármegye nemes családjai, 17-18. o., Szombathely, 1901
- Borovszky Samu: Magyarország vármegyéi és városai, Vas vármegye, 1898, Arcanum.com
- Czupy György: Völcsej és családjai történelmi környezetben, 369. o., Magyar Nyugat Könyvkiadó, 2022, ISBN 9786155145599
- Gerő József: A M. Kir. Belügyminiszter által igazolt nemesek, 1867-1937, 64. o., Budapest, 1938, FamilySearch.org
- Herczeg László: Nemeskeresztúr évszázadai, Martinus Kiadó, 2010, 136. o., ISBN 9786155091018
- Johann Siebmacher: Magyarország nemessége, Bertha I. v. Felső-Eör, Nürnberg, 1893
- Királyi Könyvek (Libri Regii), Bécs, 1527–1867
- Kovács Márton: A felsőőri magyar népsziget, Budapest, 1942
- Kempelen Béla: Magyar nemes családok, Budapest, 1911
- Nagy Iván: Magyarország családai, 34-35. o., Pest: Friebeisz István, 1858, Arcanum.com
- Orosz Ernő: Heves- és a volt Külső-Szolnok egyesült vármegyék nemes családjai, 28. o., Eger, 1906
- Palatinus József: Vasvármegyei nemes családok története, I. rész, 85. o., Szombathely, 1911
- Soós Imre: Ősi sopronmegyei nemzetségek, 308. o., Sopron, 1967
- Szluha Márton: Vas vármegye nemes családjai, I. kötet, 167–169. o., Heraldika kiadó, 2011, ISBN 9789639204577
- Szluha Márton: Vas vármegye nemes családjai, II. kötet, 25. o., Heraldika kiadó, 2012, ISBN 9789639204584

## Külső hivatkozások
- Család weboldala